# Mokrý Háj
Mokrý Háj (em húngaro: Horvátberek) é um município da Eslováquia, situado no distrito de Skalica, na região de Trnava. Tem 6,87 km² de área e sua população em 2018 foi estimada em 727 habitantes.

## Demografia
| Ano:        | 1994 | 2004   | 2014    | 2024   |
| ----------- | ---- | ------ | ------- | ------ |
| Broj ljudi: | 578  | 623    | 712     | 680    |
| Razlika:    |      | +7,78% | +14,28% | -4,49% |

| Ano:               | 2023 | 2024   |
| ------------------ | ---- | ------ |
| Número de pessoas: | 702  | 680    |
| Diferença:         |      | -3,13% |